# Presepe vivente di Caltanissetta

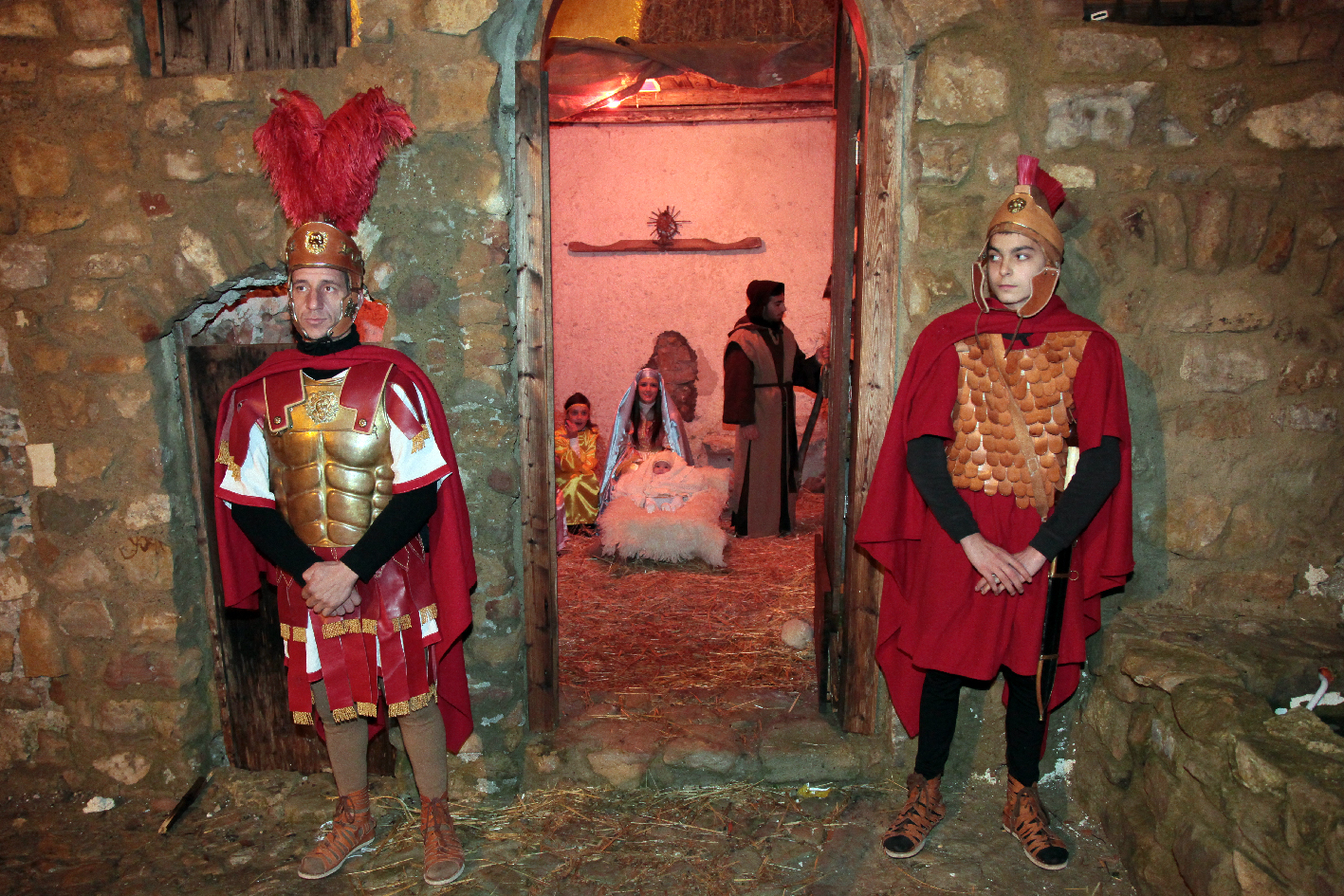
Betlemme agli Angeli: centurioni davanti alla grotta della Sacra famiglia

Il presepe vivente di Caltanissetta, chiamato Betlemme agli Angeli, è un evento che si tiene annualmente dal 2009 durante il periodo natalizio nel quartiere di San Domenico, detto "gli Angeli".

## Storia
Sin dalla prima edizione si svolge nelle antiche abitazioni del quartiere, recuperate per l'occasione dall'associazione di volontari che si occupa del presepe. Le abitazioni sono comprate dai legittimi proprietari per essere poi restaurate al fine di renderle funzionali allo svolgimento del presepe vivente.
L'edizione del 2012 ha visto una presenza complessiva di circa 8.500 visitatori. Alla luce della sempre maggiore partecipazione dei visitatori, lo stesso anno, il Comune di Caltanissetta si è impegnato ad inserire la manifestazione/evento come patrimonio culturale all'interno del Distretto della Valle dei Templi e delle miniere di cui è socio fondatore. Per l'edizione del 2013 sono stati stimati circa 12.000 visitatori provenienti da più parti della Sicilia.

## Svolgimento

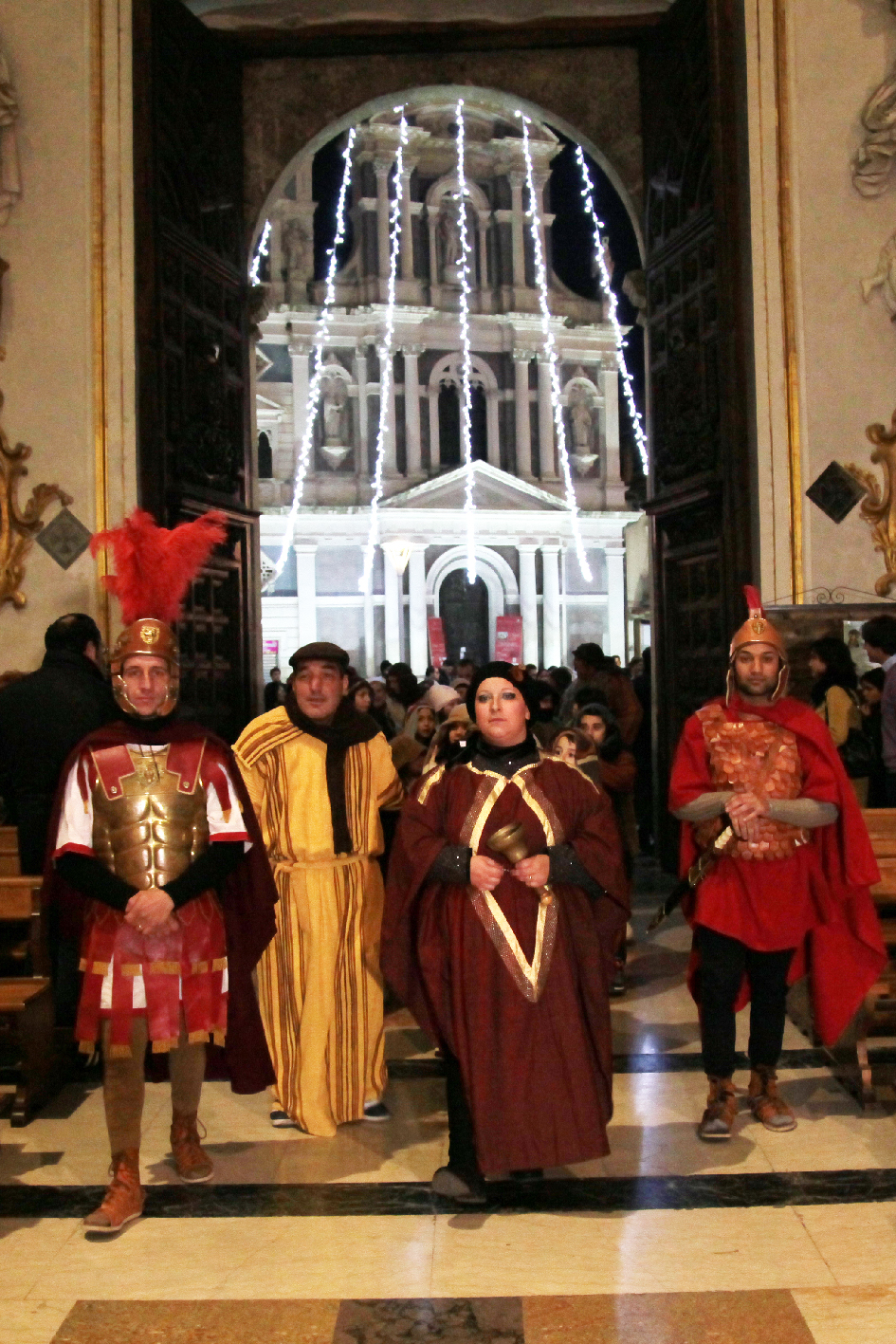
Entrata in cattedrale della Sacra Famiglia

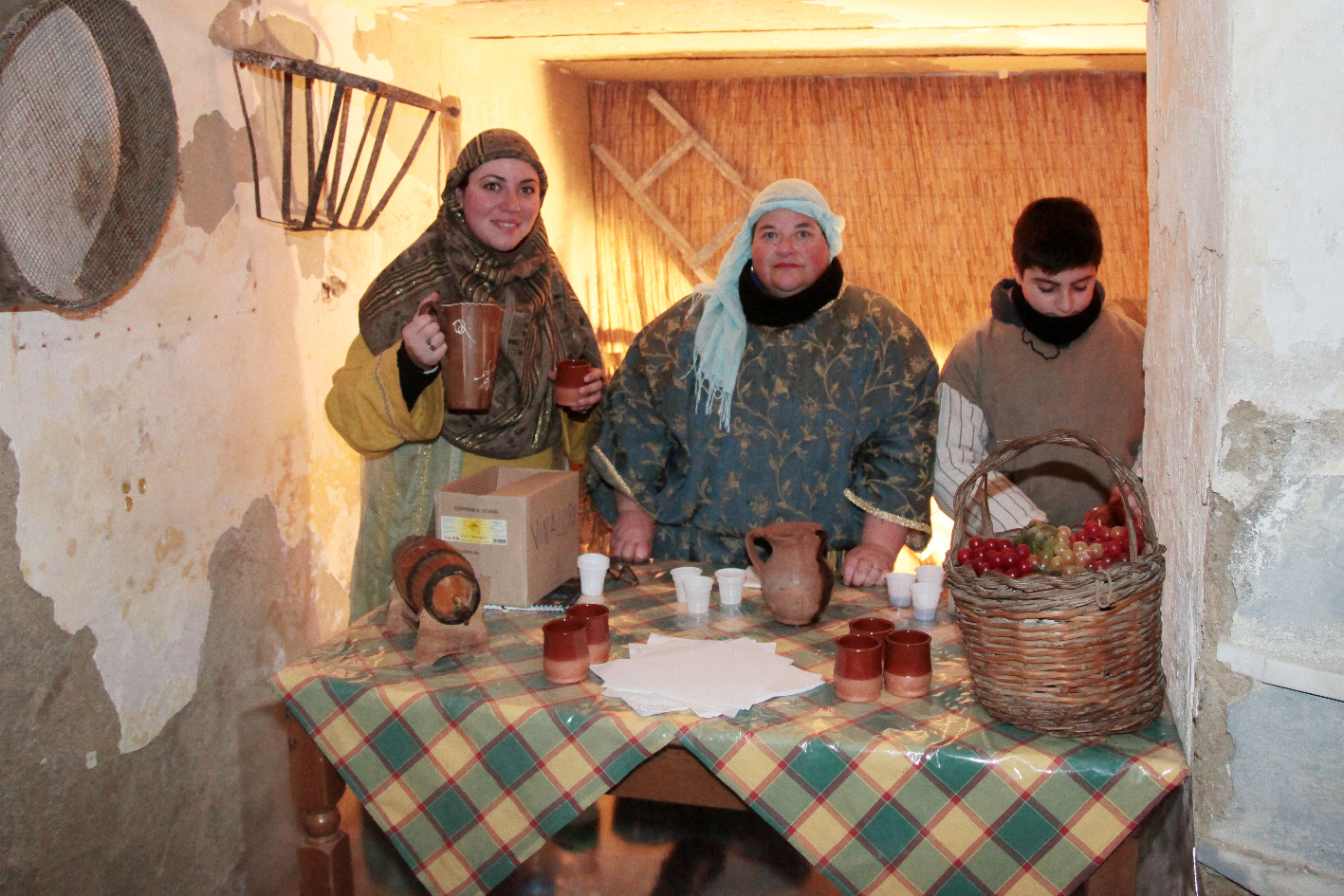
A vinarola (la vinattiera)

Si svolge tra la notte di Natale e l'Epifania quasi interamente tra le strette viuzze e basse abitazioni dell'antico quartiere "arabo", compreso tra via Medaglie d'Oro, via San Domenico e via Santa Domenica, all'interno del più grande quartiere di San Domenico, il più antico della città. Vede la partecipazione di oltre centocinquanta figuranti in costume, tutti residenti nel quartiere.
L'evento inizia dopo la mezzanotte del 24 dicembre, quando i figuranti che interpretano la Madonna, San Giuseppe e il bambino Gesù si trasferiscono sul dorso di un asinello dal quartiere alla Cattedrale, dove li attende il vescovo; questi successivamente li riaccompagna in processione dentro il quartiere, nella casa scelta per ricreare il luogo di nascita di Gesù, e benedice il presepe in presenza del parroco del quartiere e dei fedeli.
Nei giorni successivi al Natale, tre le strette vie del quartiere arabo e dentro le case dello stesso, rivivono le raffigurazioni degli antichi mestieri già presenti in Palestina ai tempi di Gesù, con la possibilità per i visitatori di degustare le specialità alimentari tradizionali di Caltanissetta. Tre le arti e mestieri rappresentate vi sono a cicerara (venditrice di ceci), u ricuttaro (casaro di ricotta e formaggi), a lavannara (lavandaia) e altri.
Questa scelta scenografica, fatta sin dalla prima edizione, ha permesso il recupero di una cultura antropologica che nel tempo è andata gradualmente perduta; restituendo agli antichi strumenti dell'agricoltura e dell'artigianato locali, accuratamente ricostruiti, la loro originale funzione. Partecipano a queste rappresentazioni tutti gli abitanti del quartiere vestisti con costumi d'epoca, recuperando con ciò una funzione di aggregazione sociale.
Il programma della manifestazione religiosa prevede:
- 24 dicembre alle ore 23,00 la rievocazione dell'entrata della sacra famiglia a Betlemme alla ricerca di una locanda dove alloggiare. Alle 23,30 viene officiata dal Vescovo la messa di Natale. Quindi il vescovo effettua l'intronizzazione della Madonna e del Gesù bambino in una casetta del quartiere.
- 26 dicembre il sindaco inaugura il presepe, che da quel momento è quindi reso liberamente fruibile ai fedeli e ai turisti.
- 27-28-29 dicembre e il 4-5-6 gennaio si svolgono vari eventi all'interno del quartiere, tra i quali spicca la degustazione di prodotti tipici nisseni.
- 6 gennaio nel pomeriggio si effettua la rievocazione dell'adorazione dei Magi e la successiva processione per le vie del centro cittadino dei figuranti, inclusa la Sacra Famiglia.